# Olizy-sur-Chiers
Pour les articles homonymes, voir Olizy (homonymie) et Chiers.
Olizy-sur-Chiers est une commune française située dans le département de la Meuse, en région Grand Est.

## Géographie

### Communes limitrophes
| Malandry (dans les Ardennes) |                  | La Ferté-sur-Chiers (dans les Ardennes) |
| Inor                         | Olizy-sur-Chiers |                                         |
| Martincourt-sur-Meuse Stenay | Nepvant          | Lamouilly                               |

### Hydrographie
La commune est dans le bassin versant de la Meuse au sein du bassin Rhin-Meuse. Elle est drainée par la Chiers,.
La Chiers, d'une longueur de 127 km, prend sa source dans la commune de Mont-Saint-Martin et se jette  dans la Meuse à Remilly-Aillicourt, après avoir traversé 46 communes. 

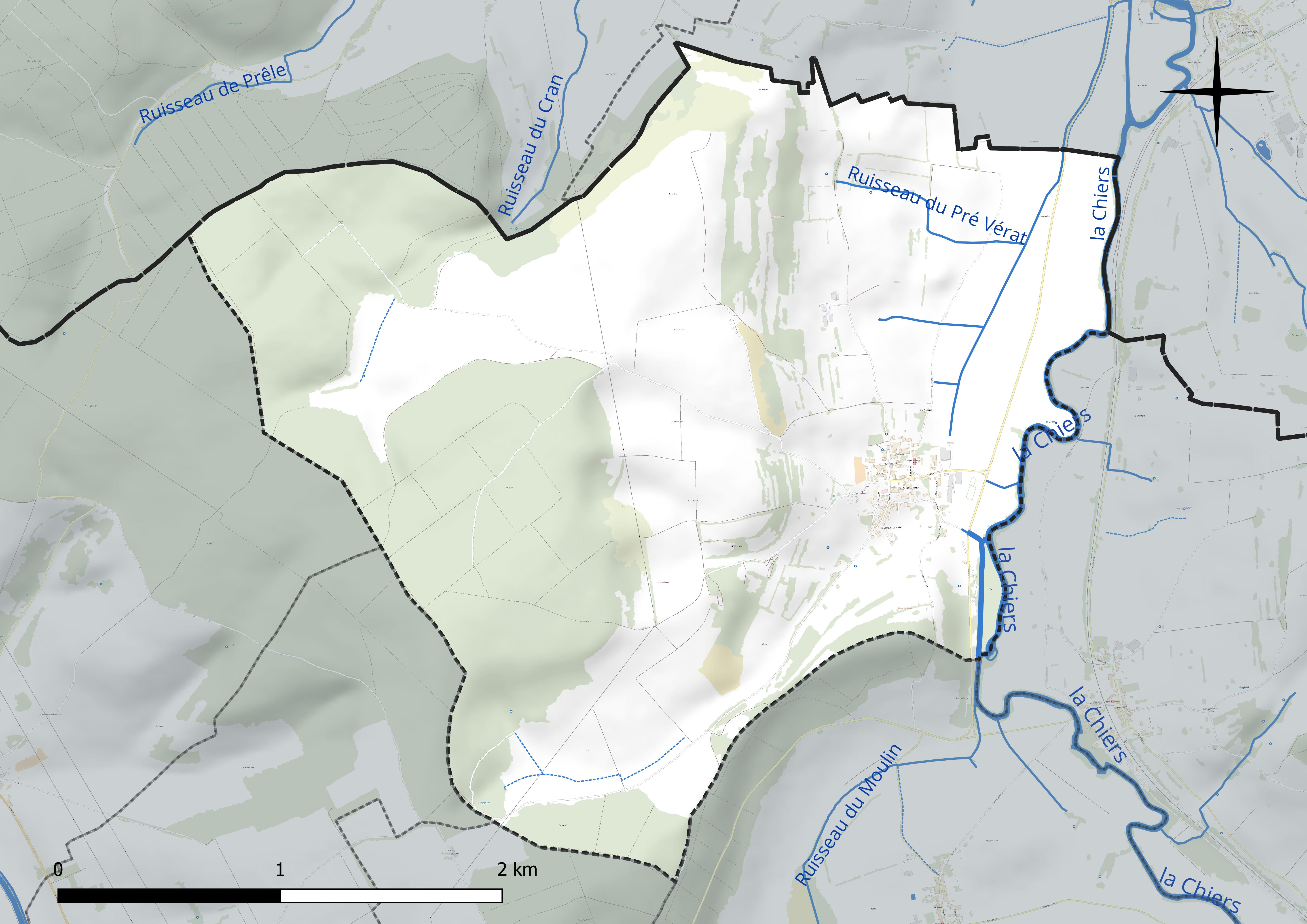
Réseau hydrographique d'Olizy-sur-Chiers.

### Climat
Pour des articles plus généraux, voir Climat du Grand Est et Climat de la Meuse.
En 2010, le climat de la commune est de type climat de montagne, selon une étude du Centre national de la recherche scientifique s'appuyant sur une série de données couvrant la période 1971-2000. En 2020, Météo-France publie une typologie des climats de la France métropolitaine dans laquelle la commune est exposée à un climat océanique altéré et est dans la région climatique  Lorraine, plateau de Langres, Morvan, caractérisée par un hiver rude (1,5 °C), des vents modérés et des brouillards fréquents en automne et hiver. 
Pour la période 1971-2000, la température annuelle moyenne est de 9,9 °C, avec une amplitude thermique annuelle de 15,9 °C. Le cumul annuel moyen de précipitations est de 969 mm, avec 14,3 jours de précipitations en janvier et 9,4 jours en juillet. Pour la période 1991-2020, la température moyenne annuelle observée sur la station météorologique de Météo-France la plus proche, « Linay », sur la commune de Linay à 7 km à vol d'oiseau, est de 10,4 °C et le cumul annuel moyen de précipitations est de 969,0 mm. 
La température maximale relevée sur cette station est de 42 °C, atteinte le 25 juillet 2019 ; la température minimale est de −24 °C, atteinte le 9 janvier 1985,,. 
Les paramètres climatiques de la commune ont été estimés pour le milieu du siècle (2041-2070) selon différents scénarios d'émission de gaz à effet de serre à partir des nouvelles projections climatiques de référence DRIAS-2020. Ils sont consultables sur un site dédié publié par Météo-France en novembre 2022.

## Urbanisme

### Typologie
Au 1er janvier 2024, Olizy-sur-Chiers est catégorisée commune rurale à habitat dispersé, selon la nouvelle grille communale de densité à sept niveaux définie par l'Insee en 2022.
Elle est située hors unité urbaine et hors attraction des villes,.

### Occupation des sols
L'occupation des sols de la commune, telle qu'elle ressort de la base de données européenne d’occupation biophysique des sols Corine Land Cover (CLC), est marquée par l'importance des territoires agricoles (65,5 % en 2018), une proportion sensiblement équivalente à celle de 1990 (65,3 %). La répartition détaillée en 2018 est la suivante : 
terres arables (35,7 %), forêts (31,7 %), prairies (29,8 %), zones urbanisées (2,8 %). L'évolution de l’occupation des sols de la commune et de ses infrastructures peut être observée sur les différentes représentations cartographiques du territoire : la carte de Cassini (XVIIIe siècle), la carte d'état-major (1820-1866) et les cartes ou photos aériennes de l'IGN pour la période actuelle (1950 à aujourd'hui).

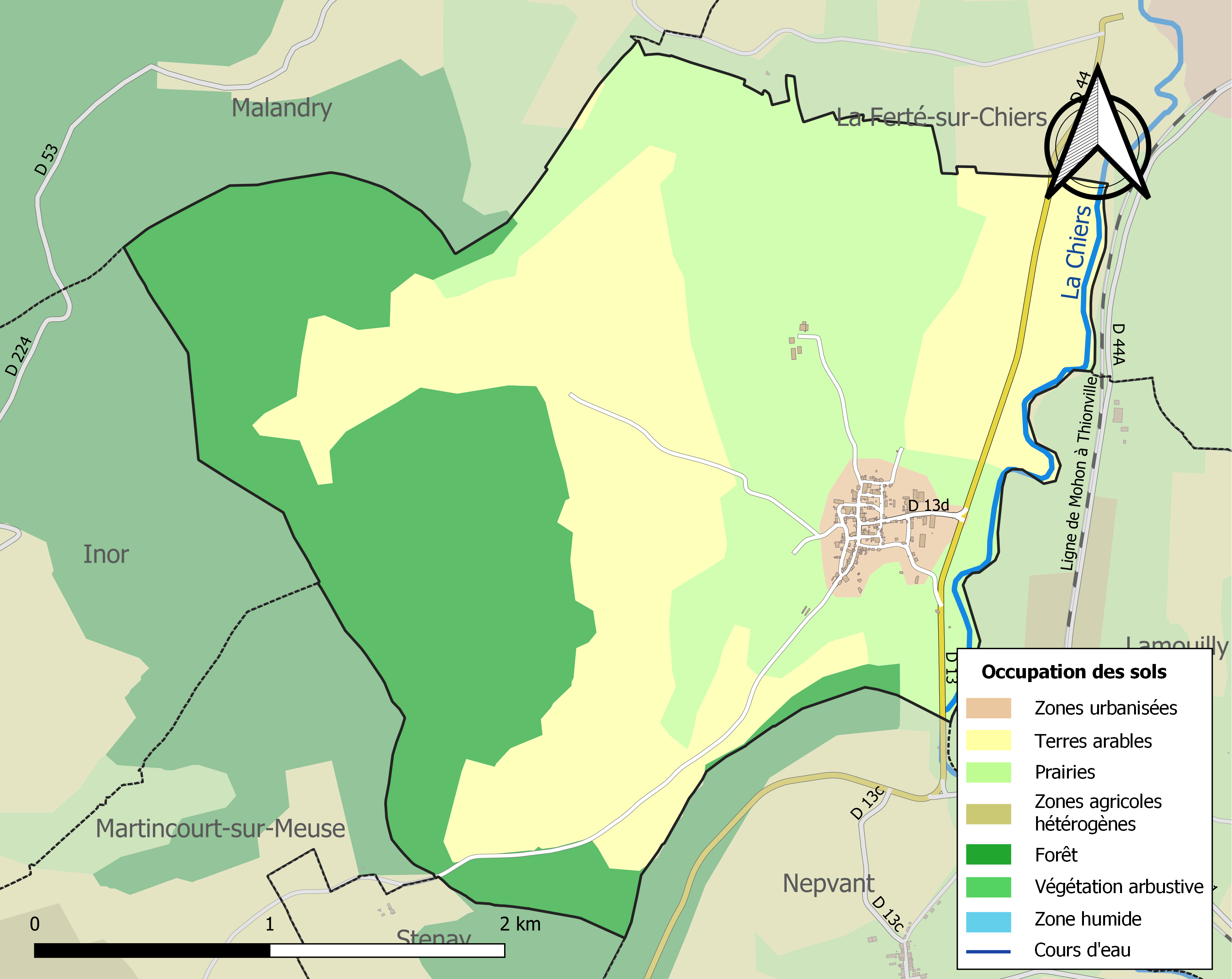
Carte des infrastructures et de l'occupation des sols de la commune en 2018 (CLC).

## Toponymie
Le nom de la localité est attesté sous les formes Olese (1157) ; Ollezi (1252) ; Oliseium (1253) ; Olixie (1284) ; Lezy (1700) ; Oliziacum.

Hypothèse envisagée parfois, le terme néerlandais logie (prononcé lozie dans certaines régions flamandes), équivalent du français loge « cabane, abri sommaire ». 
Par arrêté préfectoral du 24.02.1922, Olizy prend le nom d'Olizy-sur-Chiers ( J.O., 1922, 3, 2622 ).
La Chiers est une rivière franco-belgo-luxembourgeoise (elle porte également le nom de Korn ou Kor pour sa partie coulant au Luxembourg ; en luxembourgeois Kuer). Elle coule en limite territoriale à l'est de la commune.

## Histoire
Avant 1790, Olizy faisait partie du Luxembourg français dans le bailliage de Montmédy. Sur le plan religieux, était rattachée au diocèse de Trèves (archid. de Longuyon et doyenné d'Yvois).

## Politique et administration
| Période                                  | Période   | Identité       | Étiquette | Qualité      |
| ---------------------------------------- | --------- | -------------- | --------- | ------------ |
| Les données manquantes sont à compléter. |           |                |           |              |
| mars 2001                                | mars 2008 | Jean Legrand   |           |              |
| mars 2008                                | mai 2020  | Sylvain Falvy  |           |              |
| 24 mai 2020                              | En cours  | Gérard Georges |           | Ancien cadre |

## Population et société

### Démographie

#### Évolution démographique
L'évolution du nombre d'habitants est connue à travers les recensements de la population effectués dans la commune depuis 1793. Pour les communes de moins de 10 000 habitants, une enquête de recensement portant sur toute la population est réalisée tous les cinq ans, les populations de référence des années intermédiaires étant quant à elles estimées par interpolation ou extrapolation. Pour la commune, le premier recensement exhaustif entrant dans le cadre du nouveau dispositif a été réalisé en 2004.

En 2022, la commune comptait 196 habitants, en évolution de +3,16 % par rapport à 2016 (Meuse : −4,4 %, France hors Mayotte : +2,11 %).
| 1793 | 1800 | 1806 | 1821 | 1831 | 1836 | 1841 | 1846 | 1851 |
| ---- | ---- | ---- | ---- | ---- | ---- | ---- | ---- | ---- |
| 436  | 520  | 492  | 520  | 604  | 754  | 801  | 800  | 785  |

| 1856 | 1861 | 1866 | 1872 | 1876 | 1881 | 1886 | 1891 | 1896 |
| ---- | ---- | ---- | ---- | ---- | ---- | ---- | ---- | ---- |
| 701  | 720  | 674  | 644  | 592  | 616  | 576  | 550  | 514  |

| 1901 | 1906 | 1911 | 1921 | 1926 | 1931 | 1936 | 1946 | 1954 |
| ---- | ---- | ---- | ---- | ---- | ---- | ---- | ---- | ---- |
| 509  | 547  | 552  | 286  | 424  | 337  | 368  | 227  | 294  |

| 1962 | 1968 | 1975 | 1982 | 1990 | 1999 | 2004 | 2006 | 2009 |
| ---- | ---- | ---- | ---- | ---- | ---- | ---- | ---- | ---- |
| 269  | 296  | 278  | 226  | 204  | 179  | 170  | 163  | 187  |

| 2014 | 2019 | 2022 | - | - | - | - | - | - |
| ---- | ---- | ---- | - | - | - | - | - | - |
| 191  | 197  | 196  | - | - | - | - | - | - |

#### Pyramide des âges
La population de la commune est relativement jeune.
En 2018, le taux de personnes d'un âge inférieur à 30 ans s'élève à 37,1 %, soit au-dessus de la moyenne départementale (32,4 %). À l'inverse, le taux de personnes d'âge supérieur à 60 ans est de 19,8 % la même année, alors qu'il est de 29,6 % au niveau départemental.
En 2018, la commune comptait 90 hommes pour 105 femmes, soit un taux de 53,85 % de femmes, largement supérieur au taux départemental (50,49 %).
Les pyramides des âges de la commune et du département s'établissent comme suit.
| Hommes | Classe d’âge | Femmes |
| ------ | ------------ | ------ |
| 1,1    | 90 ou +      | 0,9    |
| 2,2    | 75-89 ans    | 9,4    |
| 12,1   | 60-74 ans    | 13,2   |
| 28,6   | 45-59 ans    | 24,5   |
| 18,7   | 30-44 ans    | 15,1   |
| 19,8   | 15-29 ans    | 17,0   |
| 17,6   | 0-14 ans     | 19,8   |

| Hommes | Classe d’âge | Femmes |
| ------ | ------------ | ------ |
| 0,8    | 90 ou +      | 2,2    |
| 7,6    | 75-89 ans    | 11     |
| 20,2   | 60-74 ans    | 20,5   |
| 20,6   | 45-59 ans    | 20     |
| 17,4   | 30-44 ans    | 16,8   |
| 16,7   | 15-29 ans    | 13,6   |
| 16,8   | 0-14 ans     | 15,8   |

## Héraldique
| Blason de Olizy-sur-Chiers | Blason  | D'azur au creuset de fonderie d'or, accompagné, en chef, du buste de Gambrinus de carnation, barbé de tenné, vêtu d'argent, couronné, au collier et à l"anneau d'or, tenant un bock du même moussant d'argent, en flancs, de deux bretèches d'argent maçonnées de sable, percées chacune d'une meurtrière canonnière du champ, mouvant des flancs, et, en pointe, de deux pics de carrier d'argent emmanchés d'or, passés en sautoir. Ornements extérieursCroix de Guerre et 2 truites |
| Blason de Olizy-sur-Chiers | Détails | Adopté le 12 avril 2021. |